# ヴラジスラフ・ヴァンチュラ

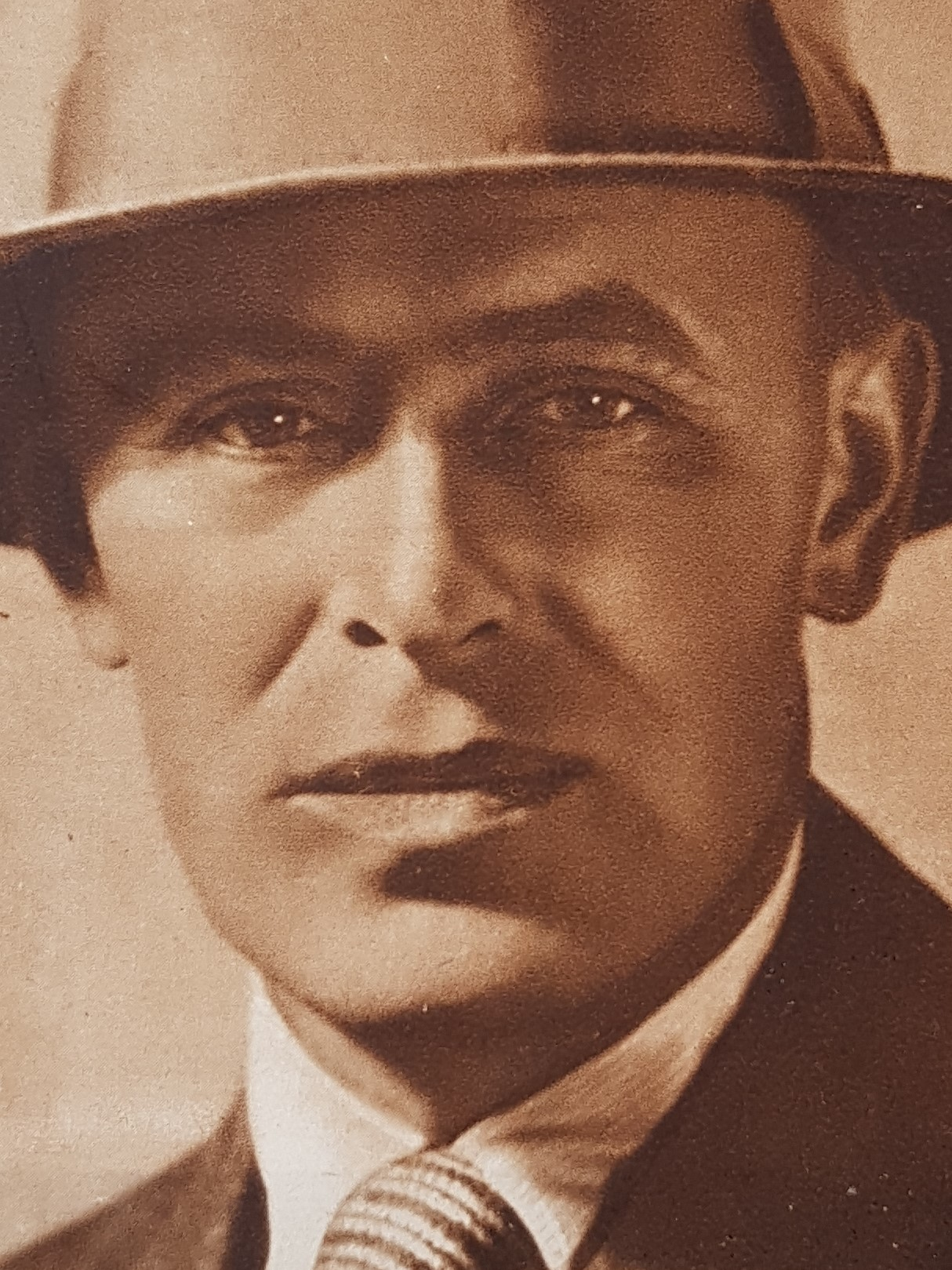
ヴラジスラフ・ヴァンチュラ

ヴラジスラフ・ヴァンチュラ（Vladislav Vančura, 1891年6月23日 - 1942年6月1日）は、チェコの作家。

## 生涯
オパヴァ近郊のハーイに生まれる。1921年、カレル大学医学部を卒業後、ズブラスラフで医者として勤務。1929年から、文筆活動に専念する。
芸術家連盟デヴィェトスィルの初代会長を務める。共産主義に傾倒していたが、1929年、ゴットワルト体制に反対して、党を脱退。
1930年代後半、反ファシズムの運動に関わる。1942年、ゲシュタポによって処刑される。

## 作品
初期は、『パン職人ヤン・マルホウル』などプロレタリア文学を彷彿とさせる作風であったが、前衛芸術の流れを汲み、デヴィエトスィル、ポエティスムなど、チェコの戦間期の文学運動の中心に位置する。『マルケータ・ラザロヴァー』ではアルカイックな表現と口語表現をたくみに使うなど、たえず実験に挑んでいたことでも知られる。
小説家ミラン・クンデラは『小説の技法　ヴラジスラフ・ヴァンチュラの偉大な叙事詩への道程』（1960）を著し、ヴァンチュラの作品を高く評価した。
また多くの作品が映画化され、本人も脚本執筆など映画制作にも積極的に協力した。代表的な映画化作品にイジー・メンツェル監督による『気まぐれな夏』、フランチシェク・ヴラーチル監督による『マルケータ・ラザロヴァー』などがある。

## 作品一覧
- 短編小説:

Amazonský proud - 1923
Dlouhý, Široký a Bystrozraký - 1924
Pekař Jan Marhoul - 1924
- 長編小説:

Pole orná a válečná – 1925
Rozmarné léto – 1926
Poslední soud - 1929
Hrdelní pře anebo Přísloví - 1930
Markéta Lazarová – 1931
Útěk do Budína - 1932
Luk královny Dorotky – 1932
Konec starých časů – 1924
Tři řeky - 1936
Obrazy z dějin národa českého – I. sv. 1939, II. sv. 1940, III. sv. nedokončen, jeho 
torzo vydáno v roce 1948
- 戯曲、映画:

Učitel a žák – 1927
Nemocná dívka – 1928
Alchymista – 1932
Jezero Ukereve – 1935
Josefina – 1947
- 映画制作:

Před maturitou - 1932
Na sluneční straně - 1933
Marijka nevěrnice - 1934
- 児童文学:

Kubula a Kuba Kubikula - 1931